# Сан Ђорђо Ла Молара
Сан Ђорђо ла Молара (итал. San Giorgio la Molara) је насеље у Италији у округу Беневенто, региону Кампанија.
Према процени из 2011. у насељу је живело 1199 становника. Насеље се налази на надморској висини од 643 м.

## Становништво
Према резултатима пописа становништва 2011. у општини је живело 3.050 становника.
| 1931. | 1936. | 1951. | 1961. | 1971. | 1981. | 1991. | 2001. | 2011. |
| ----- | ----- | ----- | ----- | ----- | ----- | ----- | ----- | ----- |
| 5.840 | 5.702 | 5.869 | 4.895 | 3.973 | 3.700 | 3.486 | 3.297 | 3.050 |